# 1985年の日本公開映画
- 映画 > 映画の一覧 > 年度別日本公開映画 > 1985年の日本公開映画
- 映画 > 1985年の映画 > 1985年の日本公開映画

1985年の日本公開映画（1985ねんのにほんこうかいえいが）では、1985年（昭和60年）1月1日から同年12月31日までに日本で商業公開された映画の一覧を記載。作品名の右の丸括弧内は製作国を示す。
記載の凡例については年度別日本公開映画#凡例を参照

## 作品一覧

### 1月
- 12日
  - 世界最強のカラテ キョクシン ( 日本)
- 26日
  - 愛・旅立ち ( 日本)
  - うる星やつら3 リメンバー・マイ・ラブ ( 日本)
  - 魔の刻 ( 日本)

### 2月
- 1日
  - 死霊のはらわた ( アメリカ合衆国)
- 2日
  - 悪魔の受胎 ( イギリス)
  - アマデウス ( アメリカ合衆国)
  - 路 ( トルコ /  スウェーデン)
- 9日
  - クララ白書 少女隊PHOON ( 日本)
  - バッド・ボーイズ ( アメリカ合衆国)
  - プリンス/パープル・レイン ( アメリカ合衆国)
  - ボディ・ダブル ( アメリカ合衆国)
  - ミツバチのささやき ( スペイン)
  - ユー・ガッタ・チャンス ( 日本)
- 16日
  - 家族の絆 ( アメリカ合衆国)
  - ベスト・キッド ( アメリカ合衆国)
- 22日
  - 私生活のない女 ( フランス)
- 23日
  - 死霊のはらわた ( アメリカ合衆国)

### 3月
- 2日
  - 生きてみたいもう一度 新宿バス放火事件 ( 日本)
  - コットンクラブ ( アメリカ合衆国)
- 9日
  - カムイの剣 ( 日本)
  - 白いロマンス ( アメリカ合衆国)
  - BMXアドベンチャー ( オーストラリア)
  - ボビーに首ったけ ( 日本)
- 16日
  - ドラえもん のび太の宇宙小戦争 ( 日本)
  - 東映まんがまつり
    - キン肉マン 正義超人vs古代超人 ( 日本)
    - GU-GUガンモ ( 日本)
    - 電撃戦隊チェンジマン ( 日本)
    - とんがり帽子のメモル ( 日本)

  - 2010年 ( アメリカ合衆国)
  - 忍者ハットリくん+パーマン 忍者怪獣ジッポウVSミラクル卵 ( 日本)
  - ネバーエンディング・ストーリー ( 西ドイツ /  アメリカ合衆国)
  - プレイス・イン・ザ・ハート ( アメリカ合衆国)
- 21日
  - 恋におちて ( アメリカ合衆国)
  - デューン/砂の惑星 ( アメリカ合衆国)
- 23日
  - 恋のアタック学園 ( カナダ)
  - 皇帝密使 ( イギリス領香港)
  - 聖女伝説 ( 日本)
- 25日
  - 善悪の彼岸 ( フランス /  イタリア)
- 30日
  - ウーマン・イン・レッド ( アメリカ合衆国)
  - 緑のアリが夢見るところ ( 西ドイツ)

### 4月
- 6日
  - 三人の女 ( アメリカ合衆国)
- 13日
  - カリブ 愛のシンフォニー ( 日本)
  - さびしんぼう ( 日本)
  - パンツの穴 花柄畑でインプット ( 日本)
- 20日
  - 金ビの金魂巻 ( 日本)
  - スター・ファイター ( アメリカ合衆国)
  - スターマン/愛・宇宙はるかに ( アメリカ合衆国)
  - みんなあげちゃう ( 日本)
- 26日
  - 哀しい気分でジョーク ( 日本)
  - 時代屋の女房2 ( 日本)
- 27日
  - シティヒート ( アメリカ合衆国)
  - 西太后 ( チャド /  イギリス領香港)
  - 戦国魔神ゴーショーグン 時の異邦人 ( 日本)
  - CHECKERS IN TAN TAN たぬき ( 日本)
  - 鶴は翔んでゆく ( ソビエト連邦)
  - バロー・ギャングBC ( 日本)
  - ビバリーヒルズ・コップ ( アメリカ合衆国)

### 5月
- 3日
  - 日曜日が待ち遠しい! ( フランス)
  - 眠れぬ夜のために ( アメリカ合衆国)
  - ファスト・フォワード ( アメリカ合衆国)
- 11日
  - 瀬降り物語 ( 日本)
- 18日
  - 誘惑 ( アメリカ合衆国)
- 22日
  - カントリー ( アメリカ合衆国)
- 25日
  - 或る上院議員の私生活 ( アメリカ合衆国)
  - 危険な女たち ( 日本)
  - ターミネーター ( アメリカ合衆国)
  - パリ警視J ( フランス)
  - 火まつり ( 日本)

### 6月
- 1日
  - 乱 ( 日本 /  フランス)
  - ハンドラ ( スペイン /  イギリス)
- 8日
  - 夢千代日記 ( 日本)
  - フェノミナ ( イタリア)
  - レイザーバック ( オーストラリア)
- 11日
  - 雨が好き ( 日本)
- 15日
  - 結婚案内ミステリー ( 日本)
  - 友よ、静かに瞑れ ( 日本)
  - 星くず兄弟の伝説 ( 日本)
  - プロテクター ( イギリス領香港 /  アメリカ合衆国)
  - 殺意の夏 ( フランス)
- 21日
  - ファンタスティック・プラネット ( アメリカ合衆国)
- 22日
  - ペンギンズ・メモリー 幸福物語 ( 日本)
  - 刑事ジョン・ブック 目撃者 ( アメリカ合衆国)
  - マスク ( アメリカ合衆国)
  - 狼の血族 ( イギリス)
  - 海辺のポーリーヌ ( フランス)
- 29日
  - 必殺! ブラウン館の怪物たち ( 日本)
  - マッドマックス/サンダードーム ( オーストラリア /  アメリカ合衆国)

### 7月
- 6日
  - ポリスアカデミー2 全員出動! ( アメリカ合衆国)
  - 007 美しき獲物たち ( イギリス /  アメリカ合衆国)
  - ファニーとアレクサンデル ( スウェーデン /  フランス /  西ドイツ)
- 13日
  - ルパン三世 バビロンの黄金伝説 ( 日本)
  - 銀河鉄道の夜 ( 日本)
  - テラ戦士ΨBOY ( 日本)
  - 東映まんがまつり
    - キャプテン翼 ヨーロッパ大決戦 ( 日本)
    - Dr.スランプ アラレちゃん ほよよ!夢の都メカポリス ( 日本)
    - キン肉マン 逆襲!宇宙かくれ超人 ( 日本)
    - 電撃戦隊チェンジマン2 ( 日本)

  - 未来警察 ( アメリカ合衆国)
- 20日
  - ビルマの竪琴 ( 日本)
  - エリア88 ( 日本)
  - ジャスティ ( 日本)
  - リキッド・スカイ ( アメリカ合衆国)
- 21日
  - ムッちゃんの詩 ( 日本)

### 8月
- 1日
  - アナザー・カントリー ( イギリス)
- 3日
  - インドへの道 ( イギリス /  アメリカ合衆国)
  - 男はつらいよ 寅次郎恋愛塾 ( 日本)
  - ビジョン・クエスト/青春の賭け ( アメリカ合衆国)
  - 魔法の天使クリィミーマミ ロング・グッドバイ ( 日本)
  - 魔法のプリンセスミンキーモモ 夢の中の輪舞 ( 日本)
  - 魔法の天使クリィミーマミVS魔法のプリンセスミンキーモモ 劇場の大決戦 ( 日本)
  - ラブホテル ( 日本)
  - ランボー/怒りの脱出 ( アメリカ合衆国)
- 10日
  - オーディーン 光子帆船スターライト ( 日本)
  - スペースバンパイア ( イギリス)
  - 香港発活劇エクスプレス 大福星 ( イギリス領香港)
- 17日
  - イウォーク・アドベンチャー ( アメリカ合衆国)
  - 火山のもとで ( アメリカ合衆国)
- 24日
  - フラミンゴキッド ( アメリカ合衆国)
- 30日
  - バーディ ( アメリカ合衆国)
- 31日
  - 宇宙からの帰還 ( 日本 /  アメリカ合衆国)
  - キリング・フィールド ( イギリス)
  - 台風クラブ ( 日本)
  - 夜叉 ( 日本)
  - レディホーク ( アメリカ合衆国)

### 9月
- 7日
  - パリ、テキサス ( 西ドイツ /  フランス)
- 14日
  - エメラルド・フォレスト ( イギリス)
  - KIDS ( 日本)
  - 早春物語 ( 日本)
  - 二代目はクリスチャン ( 日本)
  - ひとひらの雪 ( 日本)
  - フレンチ・コップス ( フランス)
- 21日
  - ペイルライダー ( アメリカ合衆国)

### 10月
- 5日
  - 恋文 ( 日本)
  - キスミー・グッバイ ( アメリカ合衆国)
  - おかしな関係 ( アメリカ合衆国)
  - 華麗なる女銀行家 ( フランス)
- 10日
  - 刑事物語4 くろしおの詩 ( 日本)
  - 山下少年物語 ( 日本)
  - きみが輝くとき ( 日本)
  - 花いちもんめ ( 日本)
- 12日
  - エル・スール ( スペイン /  フランス)
  - フレッチ/殺人方程式 ( アメリカ合衆国)
- 19日
  - O嬢の物語・第二章 ( フランス)
- 20日
  - コードネームはファルコン ( アメリカ合衆国)
- 26日
  - 薄化粧 ( 日本)
  - パーフェクト ( アメリカ合衆国)

### 11月
- 2日
  - 田舎の日曜日 ( フランス)
  - サンデー・ラバーズ ( アメリカ合衆国 /  フランス)
  - 新·13日の金曜日 ( アメリカ合衆国)
  - 野獣捜査線 ( アメリカ合衆国)
- 5日
  - 1984 ( イギリス)
- 6日
  - そして船は行く ( イタリア /  フランス)
- 9日
  - それから ( 日本)
  - トラヴィアータ/1985・椿姫 ( イタリア)
  - 春の鐘 ( 日本)
- 16日
  - 最後の博徒 ( 日本)
- 23日
  - タンポポ ( 日本)
  - テキサスSWAT ( アメリカ合衆国)
  - マルチニックの少年 ( フランス)

### 12月
- 7日
  - バック・トゥ・ザ・フューチャー ( アメリカ合衆国)
  - グーニーズ ( アメリカ合衆国)
  - サンタクロース ( アメリカ合衆国)
  - ターゲット ( アメリカ合衆国)
- 13日
  - マリアの恋人 ( アメリカ合衆国)
- 14日
  - 野蛮人のように ( 日本)
  - ビー・バップ・ハイスクール ( 日本)
  - コクーン ( アメリカ合衆国)
  - コーラスライン ( アメリカ合衆国)
  - ダンス・ウィズ・ア・ストレンジャー ( イギリス)
  - ポリス・ストーリー/香港国際警察 ( イギリス領香港)
  - ノスフェラトゥ ( 西ドイツ /  フランス)
- 21日
  - 雪の断章 -情熱- ( 日本)
  - 姉妹坂 ( 日本)
  - 東映まんがまつり ( 日本)
    - キン肉マン 晴れ姿!正義超人 ( 日本)
    - キャプテン翼 危うし!全日本Jr. ( 日本)
    - ゲゲゲの鬼太郎 ( 日本)

  - 吸血鬼ハンターD ( 日本)
  - 幻夢戦記レダ ( 日本)
  - ハメット ( アメリカ合衆国)
- 22日
  - 天使のたまご ( 日本)
- 28日
  - 男はつらいよ 柴又より愛をこめて ( 日本)